# Nikolai Mossolow
Nikolai Mossolow (* 1. Juli 1910 in St. Petersburg, Russisches Kaiserreich; † 9. November 1988 in Somerset West, Südafrika) war ein russisch-südwestafrikanischer (namibischer) Historiker und Archivar.

## Lebensweg
Nikolai Mossolow wurde als Sohn von Oberst Constantine Mossolow (1866–1924) und der Tanzlehrerin Xenia Vladimirovna Bosse (1886–1972) in ein altes russisches Adelsgeschlecht geboren. Er studierte an Estland sowie in der Friedrich-Wilhelms-Universität in Berlin und München von 1930 bis 1939 Klassische Archäologie, Klassische Philologie und Kunstgeschichte. Er wurde 1939 an der Universität Berlin mit einer Arbeit zu römischen Endymion-Sarkophagen promoviert.
Seine Mutter war kurz nach dem Tod des Vaters nach Südwestafrika ausgewandert und hatte wenig später den Farmer Georg Mertens geheiratet. 1939 folgte ihr Sohn Nikolai. Dort war Mossolow zunächst im Vertrieb von Karakulschafen tätig. Er wechselte wenig später an das Nationalarchiv in Windhoek. Sein Interessensfeld war besonders die Zeit Deutsch-Südwestafrikas, wozu er mehr als 50 Publikationen schrieb.
Mossolow war mit Herta Alice Wollmann verheiratet, Tochter von Richard Wollmann. Ihre Tochter, Sabina Mossolow, ist eine bekannte südafrikanische Sopranistin. Im Ruhestand zog Mossolow Anfang der 1980er Jahre mit seiner Familie nach Somerset West, wo er auf dem Friedhof Onder Papegaaiberg bei Stellenbosch begraben ist.

## Schriften (Auswahl)
- Endymion-Sarkophage. Dissertation Universität Berlin 1939 (Datum der Promotion 17. Dezember 1946; ungedruckt).
- Otjikango oder Gross-Barmen. Ortsgeschichte der ersten Rheinischen Herero-Mission in Südwestafrika 1844–1904. Eigenverlag, Windhoek 196.
- Windhoek damals; Die Windhoek van weleer; This was Old Windhoek. John Meinert, Windhoek 1965.
- Windhoek heute – Windhoek to-day. John Meinert, Windhoek 1966.
- Die Geschichte von Namutoni – Die Verhaal van Namutoni – The History of Namutoni. John Meinert, Windhoek 1971.
- Windhoek damals. This was Old Windhoek. John Meinert, Windhoek 1974.
- Waterberg. On the History of the Mission Station Otjozondjupa, the Kambazembi Tribe and Hereroland. John Meinert, Somerset West 1993, ISBN 9-99163-024-4.
- Hansheinrich von Wolf und Schloss Duwisib. Wissenschaftliche Gesellschaft Swakopmund, Windhoek/Swakopmund 1995, ISBN 99916-30-13-9.